# 邁氏高鬚魚
邁氏高鬚魚（学名：Hypsibarbus myitkyinae）为輻鰭魚綱鯉形目鲤科高鬚魚屬的其中一種，該物種主要分布於亞洲緬甸，體長可達23.2公分，棲息在中底層水域。

## 扩展阅读
維基物種上的相關：邁氏高鬚魚